# Schwarzwaldský dort

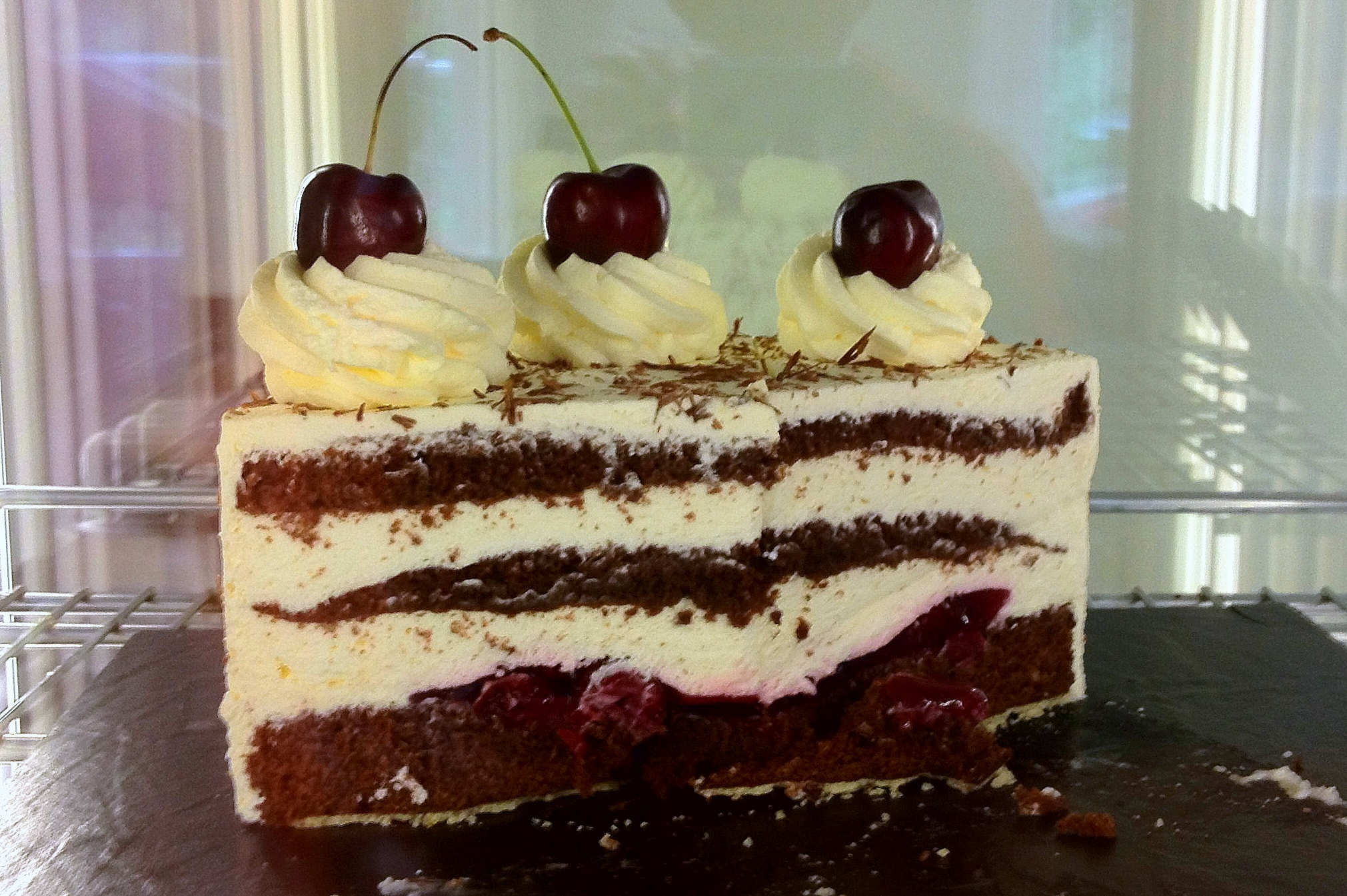
Rozkrojený schwarzwaldský dort

Schwarzwaldský dort (německy Schwarzwälder Kirschtorte) je druh dortu pocházející z Německa a obsahující čokoládu, šlehačku a třešně nebo višně.
Ačkoli se dort jmenuje podle pohoří Schwarzwald, nepochází recept z tohoto kraje. Jako první ho připravil roku 1915 cukrář Josef Keller v porýnském Bad Godesbergu. Název byl inspirován buď použitím višňové pálenky, která je pod názvem kirschwasser schwarzwaldským regionálním produktem, nebo vizuální podobností dortu s čepci opatřenými červenými bambulkami, které jsou tradiční součástí místního ženského kroje.
Dortový korpus se upeče z mouky, vajec, cukru a kakaového prášku. Mezitím se višňový kompot i s nálevem svaří s cukrem a škrobem na hustou kaši. Piškot se prokrojí na tři pláty, které se skrápějí višňovicí nebo třešňovicí, potírají višňovou hmotou a šlehačkou a skládají na sebe. Nakonec se dort po stranách a nahoře pokryje šlehačkou, vršek dortu se ozdobí kompotovanými nebo v sezóně i čerstvými višněmi a posype hoblinkami hořké čokolády. Specialita se vyznačuje lákavou černo-bílo-červenou barevnou kombinací a originálním spojením sladké, kyselé a hořké chuti. 
Každým druhým rokem se v městečku Todtnau koná festival schwarzwaldského dortu. Roku 2006 byl v Europa-Parku v Rustu upečen největší schwarzwaldský dort na světě, vážící tři tuny.